# ایرا ملمن
ایرا ملمن (انگلیسی: Ira Mellman) یک زیست‌شناس سلولی آمریکایی است که اندوسوم‌ها (به انگلیسی: Endosome) را کشف کرده‌است و به عنوان نایت رئیس مؤسسه تحقیقات و سرطان‌شناسی جننتک در جنوب سان فرانسیسکو، ایالت کالیفرنیا واقع در کشور ایالات متحده آمریکا مشغول به کار است.
وی همچنین برندهٔ جایزه پروفسور استرلینگ شده‌است.

## زندگی‌نامه
ملمن در نیویورک متولد و تا پایان دبیرستان در آنجا زندگی کرد تا اینکه در کالج اوبرلین در اوبرلین اوهایو ثبت نام کرد. هرچند در کالج علاقه زیادی به موسیقی داشت، اما در زمینه بیولوژی سلول تمرکز داشت. او با همکاری دیوید میلر، به مطالعه ساختار کلامیدوموناس پرداخت و دریافت که مقدار قابل توجهی از دیواره سلولی شامل اکستنسین است. برای ادامه تحصیلات تکمیلی به دانشگاه کالیفرنیا، واحد برکلی رفت. اما مدتی بعد به دانشگاه ییل منتقل شد. در ییل، وی ژنتیک موجود در متابولیسم، ویتامین ب۱۲ را تحت راهنمایی لئون روزنبرگ مورد مطالعه قرار داد.